# No Idea Records
No Idea Records es una discográfica independiente con sede en Gainesville, Florida. Se dedica a la producción de vinilos y CD´s de grupos, sobre todo, de ámbito local y dentro del panorama punk, punk rock y post hardcore.

## Historia
No Idea fue fundada en 1985, pero no como sello discográfico, sino como zine, cuyas publicaciones corrían a cargo de Var Thelin y otros amigos del instituto. En la tercera edición, Thelin publicaba él solo, y en la sexta decidió incluir también en la revista un 7", en 1988. Este primer trabajo fue de una banda local llamada Doldrums.
No Idea, desde sus comienzos, ha trabajado y tratado de dar a conocer una especie de mezcla entre el punk rock y el post hardcore propio de Gainesville. Este subgénero es conocido como beard punk. La banda por excelencia y estandarte del sello y del beard punk local es Hot Water Music, nativos de Gainesville. Otra banda importante dentro de No Idea es Less Than Jake, también de la misma localidad de Florida, aunque éstos ya dentro del panorama ska punk. También destacan Planes Mistaken for Stars.

## Artistas
- Acrid
- Against Me!
- Annalise
- Anthem Eighty Eight
- Armalite
- Army Of Ponch
- Assholeparade
- Astrid Oto
- Atom & His Package
- A Wilhelm Scream
- Bully Reese Peters
- Bitchin'
- The Blacktop Cadence
- BurnMan
- Chuck Ragan
- Clairmel
- Cleveland Bound Death Sentence
- Coalesce
- Colbom
- Combatwoundedveteran
- Crass
- Crucible
- Deadsure
- Defiance, Ohio
- Dillinger Four
- Elmer
- Fay Wray
- Fifth Hour Hero
- Fiya
- Floodgate
- Floor
- Fracture
- Ghost Mice
- Glass and Ashes
- Grabass Charlestons
- Gunmoll
- Gus
- The Holy Mountain
- Hot Water Music
- I Hate Myself
- J Church
- Jud Jud
- Left For Dead
- Less Than Jake
- Moonraker
- New Mexican Disaster Squad
- New Wave Blasphemy
- No Choice
- North Lincoln
- Onion Flavored Rings
- Palataka
- Panthro U.K. United 13
- Planes Mistaken for Stars
- Pung
- Radon
- Rehasher
- Riverboat Gamblers
- Ruination
- Rumbleseat
- Scouts Honor
- Small Brown Bike
- Sparkmarker
- Spoke
- Strikeforce Diablo
- The Swarm
- This Bike Is A Pipe Bomb
- This Is My Fist!
- Tired From Now On
- Tomorrow
- The 'Tone
- Trapdoor Fucking Exit
- True North
- Twelve Hour Turn
- Unitas
- Usuals
- Western Addiction
- Whiskey & Co